# Кратове (заповідне урочище)
Кратове — заповідне урочище місцевого значення. Об'єкт розташований на території Черкаського району Черкаської області, село Поташня.
Площа — 4 га, статус отриманий у 2002 році.